# Le Financier et le savetier
Le financier et le savetier (título original en francés; en español, El financiero y el zapatero) es una opéra bouffe en un acto con música de Jacques Offenbach y libreto en francés de Hector Crémieux y Edmond About. En 1842 Offenbach había musicado el poema "Le Savetier et le Financier" en un grupo de seis fábulas de La Fontaine.
Le financier et le savetier se estrenó en París, en el renovado Théâtre des Bouffes-Parisiens, el 23 de septiembre de 1856, y se representó hasta el año 1857. En 1858 se representó por la compañía en Bad Ems. En el Carltheater de Viena se representó como Schuhflicker und Millionär en enero de 1859. Una grabación completa de la edición crítica de Keck se hizo en el año 2007.
En las estadísticas de Operabase aparece con sólo una representación en el período 2005-2010. 